# Bahnhof Nürnberg-Schweinau
Der Bahnhof Nürnberg-Schweinau liegt an der Bahnstrecke Nürnberg–Crailsheim und befindet sich im Westen Nürnbergs im Stadtteil Schweinau. Er verfügt über zwei 170 m lange und 76 cm hohe Seitenbahnsteige. Der Haltepunkt wird von der S-Bahn-Linie S 4 (Nürnberg – Crailsheim) sowie einer Frühverbindung der Regionalexpress-Linie RE 90 (Stuttgart – Nürnberg) bedient und ist mit der U-Bahn-Linie U2 (am U-Bahnhof Schweinau) sowie der Stadtbuslinie 68 verknüpft. Für Pendler stehen 10 PKW- und 56 Fahrradstellplätze zur Verfügung.

## Geschichte

Bahnhof Schweinau (unten links) auf einem Luftbild von 1933

Die Eröffnung des Bahnhofs durch die Königlich Bayerischen Staatseisenbahnen fand am 15. Mai 1875 zusammen mit dem Abschnitt Nürnberg–Ansbach der späteren Bahnstrecke Nürnberg–Crailsheim statt. Von Anfang an wurden sowohl Personen als auch Güter abgefertigt, wofür die Bahnanlagen in den folgenden Jahren erweitert wurden. Auch die Zahl der Gleisanschlüsse stieg und erreichte mit 14 ihren höchsten Wert. Im Zweiten Weltkrieg wurde das Empfangsgebäude beim alliierten Luftangriff vom 16. März 1945 vollständig zerstört. Im Vorgriff auf die geplante und mittlerweile realisierte S-Bahn-Linie nach Ansbach wurde der Bahnhof bereits 2003 barrierefrei und S-Bahn-gerecht umgebaut.
Gleisanschlüsse und Nebengleise sind heute nicht mehr vorhanden.

## Verbindungsübersicht
| Linie | Strecke | Taktfrequenz                                               |
| ----- | --- | ---------------------------------------------------------- |
| S4    | Nürnberg Hbf – Nürnberg-Schweinau – Nürnberg-Stein – Unterasbach – Oberasbach – Anwanden – Roßtal – Roßtal Wegbrücke – Raitersaich – Heilsbronn – Petersaurach Nord – Wicklesgreuth – Sachsen (b Ansbach) – Ansbach – Leutershausen-Wiedersbach – Dombühl – Schnelldorf – Crailsheim Stand: Fahrplanwechsel Dezember 2024 | 22/38 min 17/25 min (zur HVZ) 120 min (Ansbach–Crailsheim) |

## Bilder

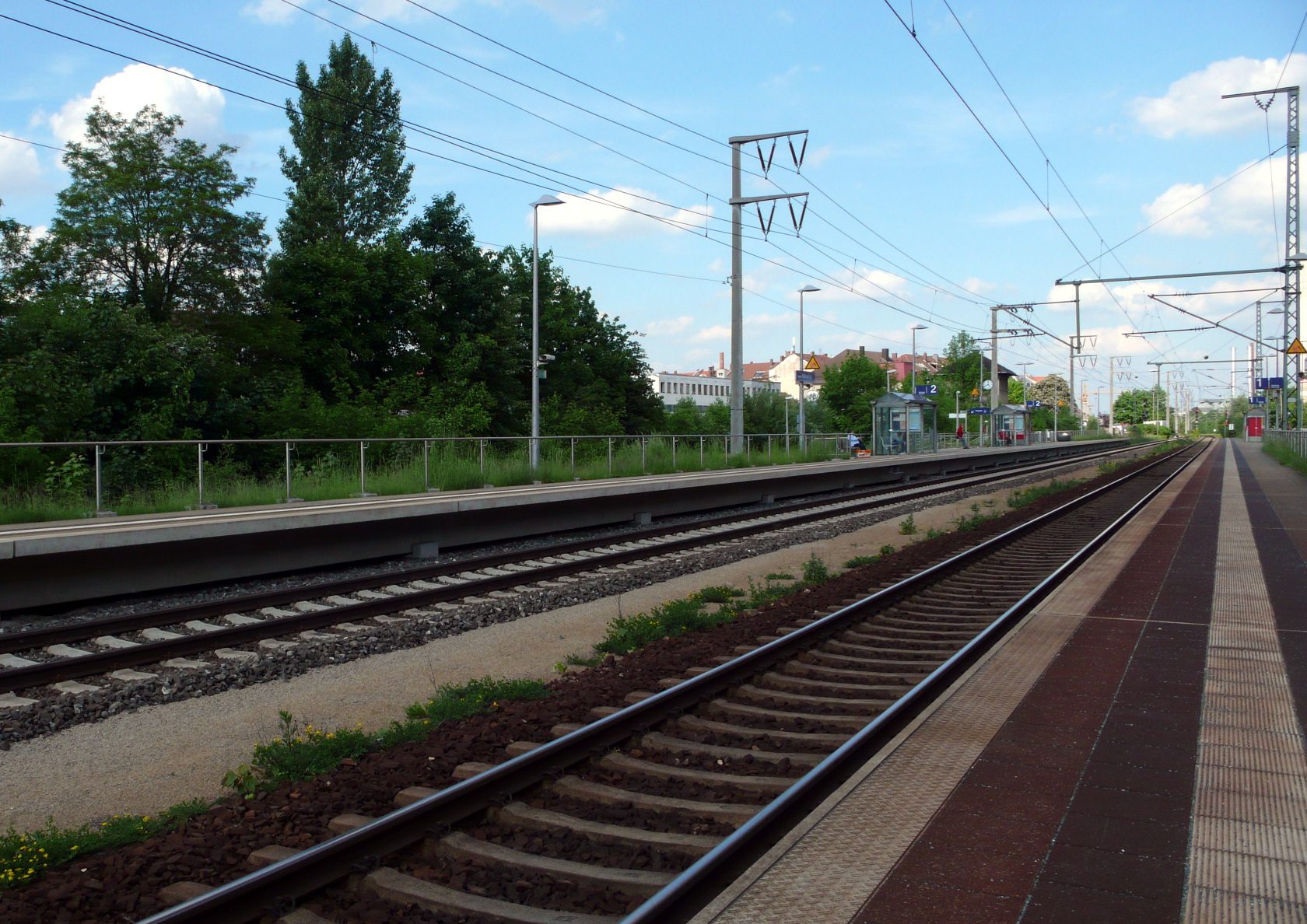
Bahnsteige